# 穂高川
穂高川（ほたかがわ）は、長野県安曇野市を流れる信濃川水系の延長27.795 mの河川。

## 概要

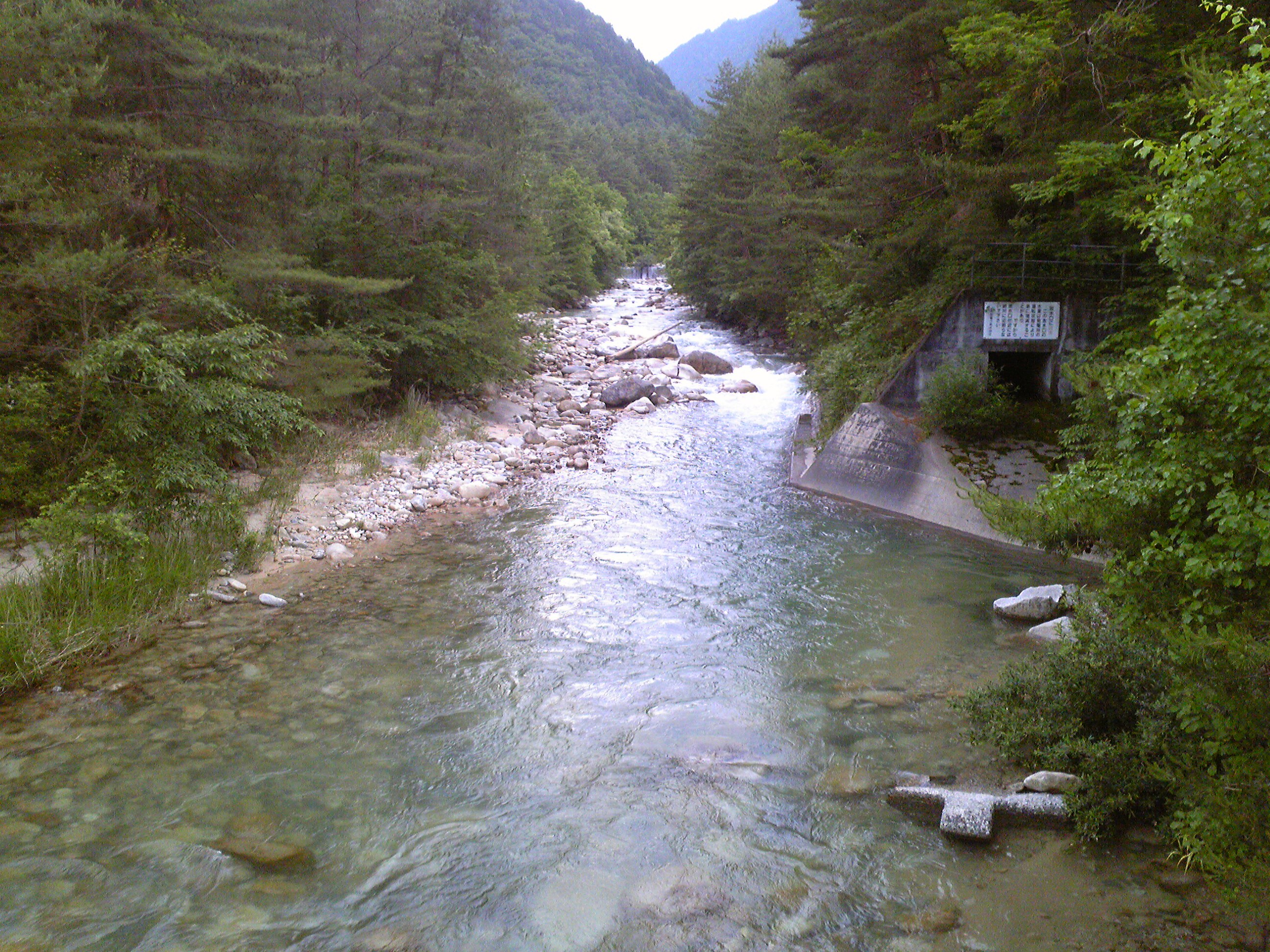
大王橋より上流方向

河川法上は一貫して穂高川であるが地元では上流部は中房川と称して安曇野市の北西に位置する燕岳に源を発し、中房温泉を流れ、安曇野市穂高有明にて乳川（ちがわ）を合わせ、穂高川となる。安曇野市穂高北穂高の国道147号穂高橋付近で烏川を合わせ、安曇野市明科中川手（御法田）にて、犀川に合流する。特に合流点付近は扇状地の末端にあたり、至る所から湧水が噴出し、日本国内有数のワサビの産地となっている。
流域には早春賦の歌碑がある。

## 地理
流域の大半は、有明山をはじめとする花崗岩地帯である。河川勾配は急であり、急流をなし、浸食作用があり深いV字谷を形成している。

### 支流
- 合戦沢
- 中川谷
- 糠川谷
- 冷沢
- 黒川沢
- 乳川
- 烏川

## 災害
- 1953年（昭和28年）9月25日 - 昭和28年台風第13号による集中豪雨で北穂高村内の堤防が決壊。同日、高瀬川の堤防も決壊したため村内約100戸が水没した[2]。

## 発電所
中房川は、比較的に支流が小さく、水を本流に集中できること、河川全体が急で水量の割合に落差を利用した連続発電が可能であることにより、水力発電所が多い。

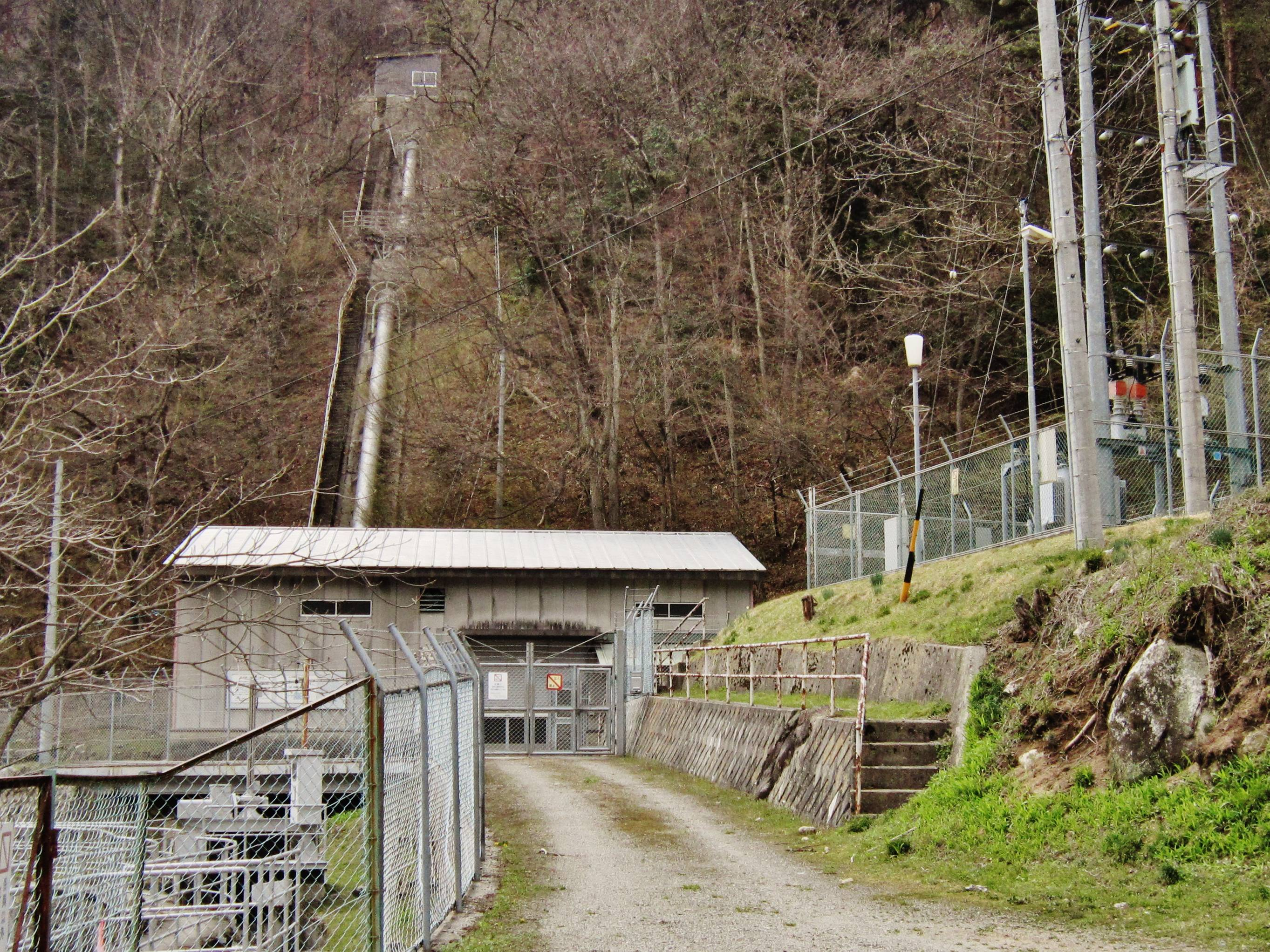
宮城第一水力発電所
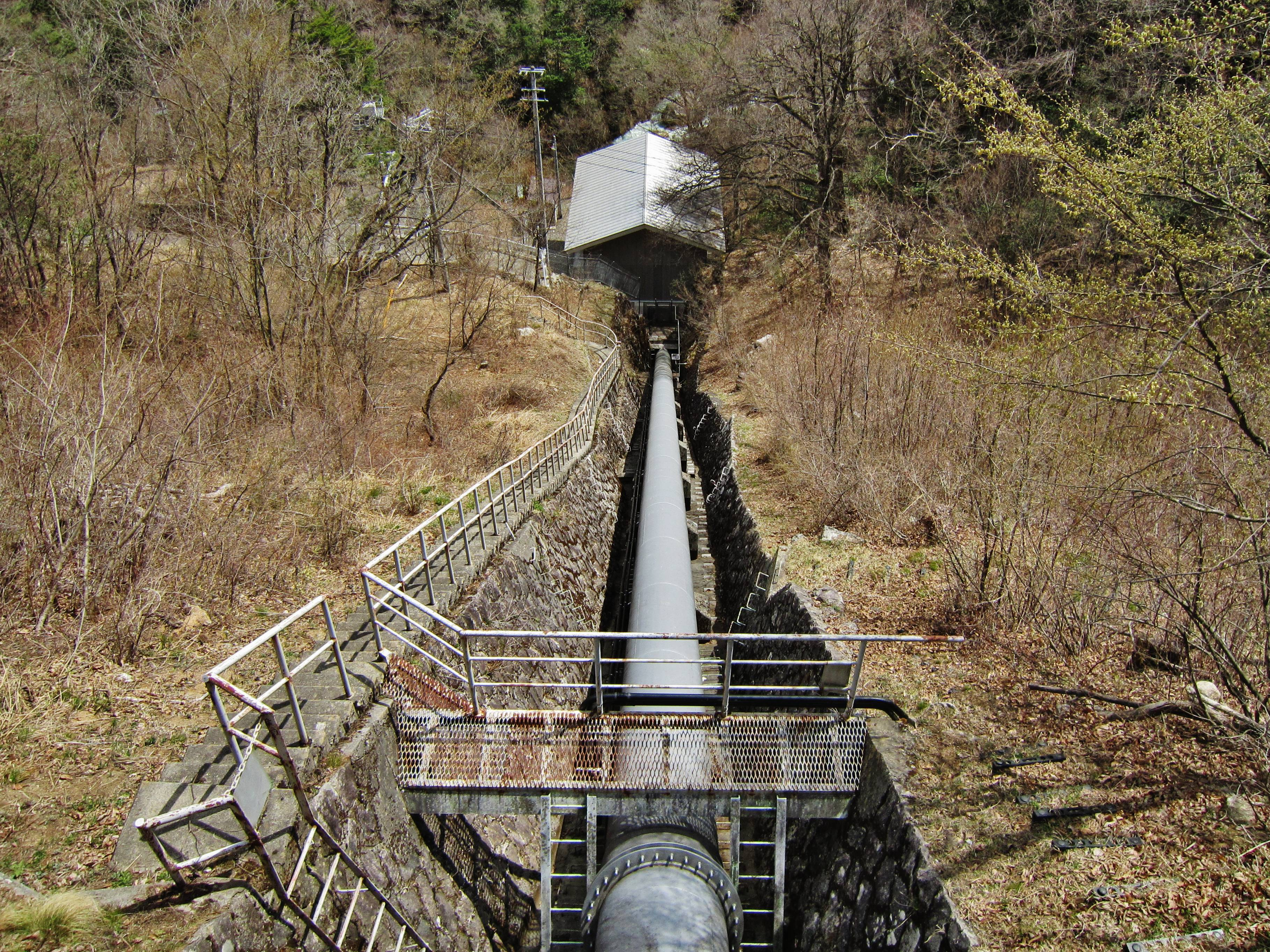
宮城第二水力発電所
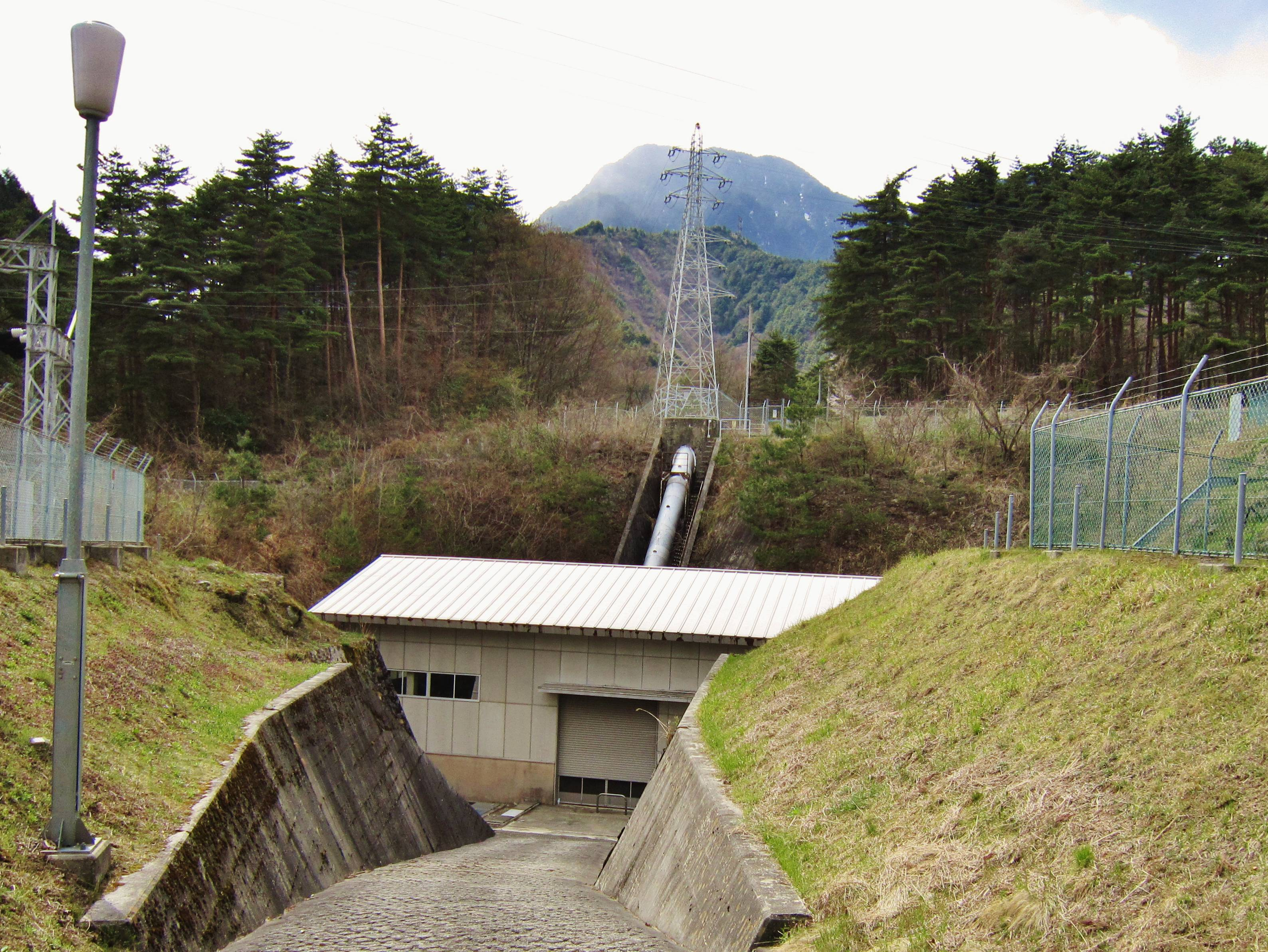
宮城第三水力発電所
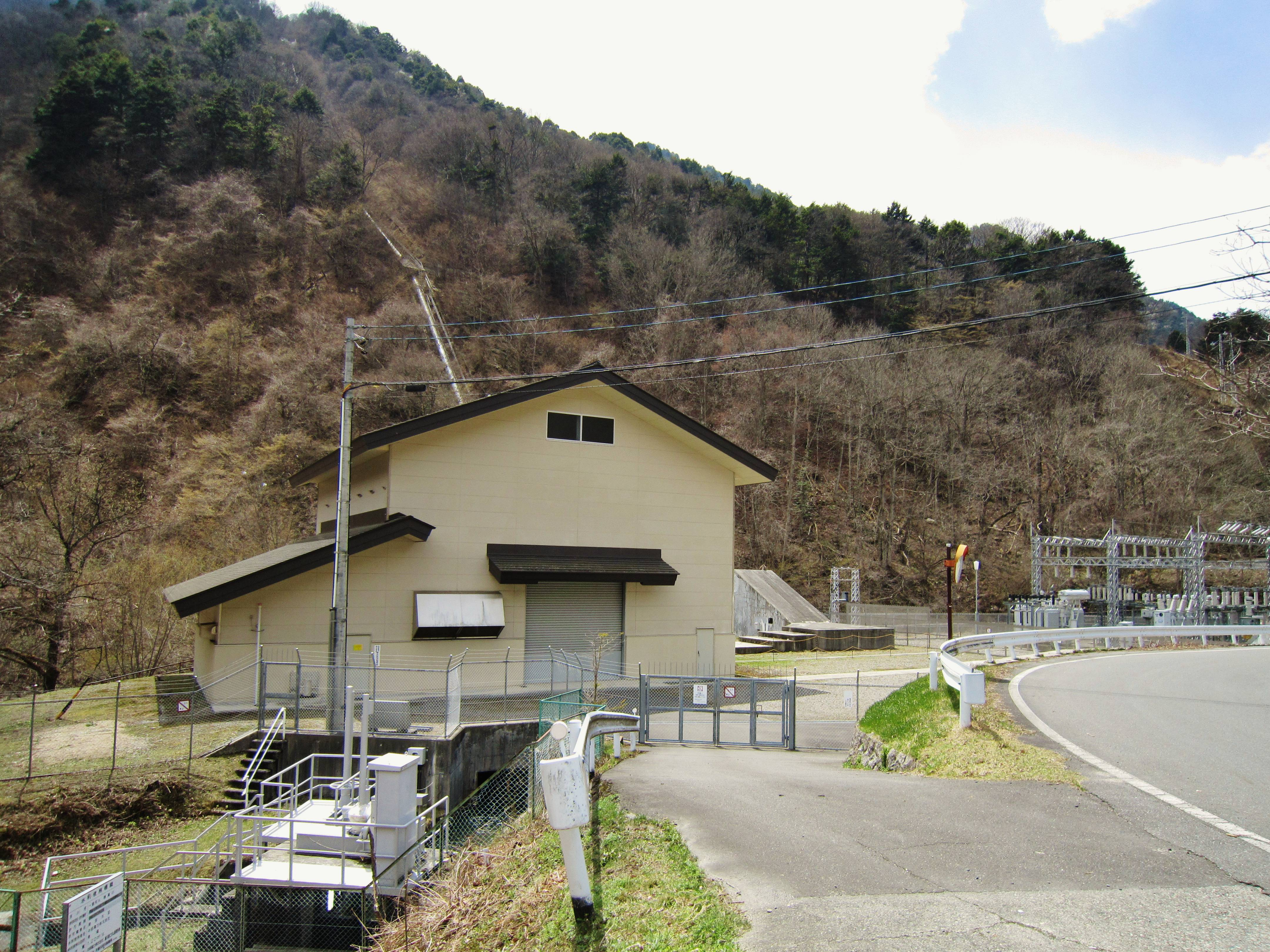
中房第四水力発電所
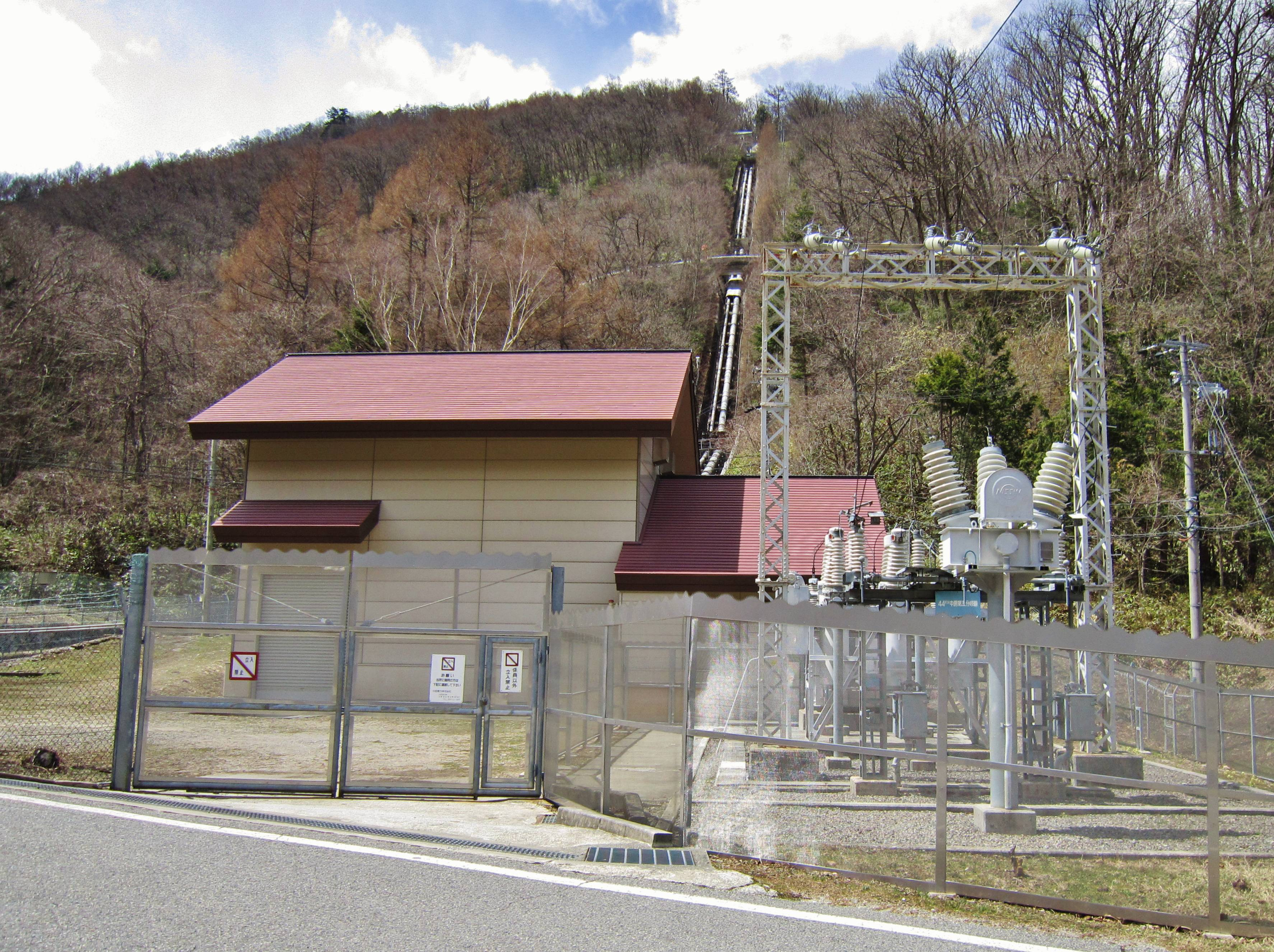
中房第五水力発電所